# Guys with Kids
Guys with Kids ist eine US-amerikanische Comedyserie von Jimmy Fallon, Charlie Grandy und Amy Ozols über drei erwachsene Männer, die zusammen mit ihren Partnerinnen ihre Babys in einem modernen Umfeld großziehen. Sie wurde von Universal Television in Zusammenarbeit mit Charlie Grandy Productions für den US-Sender NBC produziert und umfasst eine Staffel mit 17 Episoden. Die Erstausstrahlung in den Vereinigten Staaten erfolgte am 12. September 2012 bei NBC, während die deutschsprachige Ausstrahlung am 15. September 2013 bei Comedy Central Deutschland begann.

## Handlung
Guys with Kids handelt von drei Nachbarn und Freunden in ihren Dreißigern, die alle gerade Vater geworden sind, obwohl sie selbst noch recht kindisch sind. Der erfolgreiche Anwalt Chris ist frisch geschieden und hat daher trotz seines großen Selbstvertrauens Probleme gegenüber Frauen. Darüber hinaus teilt er sich das Sorgerecht für seinen neun Monate alten Sohn mit seiner Ex. Gary, ein ehemalig erfolgreicher Immobilienmakler und nun Vollzeit-Vater von vier Kindern, übernimmt Zuhause die häuslichen Aufgaben. Der dritte ist Nick, ein Werbefilm Regisseur, der versucht seinen Job, seine Ehe und zwei Kinder unter einen Hut zu bekommen.

## Produktion
Charlie Grandy legte im Oktober 2011 sein damals noch titelloses Serienprojekt dem Sender NBC vor, woraufhin Grandy zusammen mit Jimmy Fallon und Amy Ozols ein Drehbuch verfasste. Der Sender NBC gab im Januar 2013 grünes Licht für die Produktion einer Pilotfolge. Als Regisseur für die Pilotfolge wurde Scott Ellis engagiert, gefolgt von der Verpflichtung von Zach Cregger als erster Hauptdarsteller. Im März 2012 erhielten Jamie-Lynn Sigler, Anthony Anderson, Jesse Bradford, Tempestt Bledsoe und Courtney Henggeler weitere Hauptrollen. Wenige Tage nach der Verpflichtung von Courtney Henggeler wurde sie Ende März 2012 durch Sara Rue ersetzt. Im Mai 2012 gab NBC unter dem Titel Guys with Kids eine erste Staffel mit 13 Episoden in Auftrag. Einen Monat später wurde Sara Rue wiederum durch Erinn Hayes ersetzt, da Rues Rolle in der Serie Malibu Country von ABC Vorrang hatte.
Nachdem der Sender NBC im November 2012 die Episodenanzahl der ersten Staffel von 13 auf 17 erhöht hatte, gab er im Mai 2013 die Einstellung der Serie bekannt.

## Besetzung und Synchronisation
Die deutsche Synchronisation entstand nach einem Dialogbuch von Florian Kramer und unter der Dialogregie von Pierre Peters-Arnolds durch die Synchronfirma Cinephon Filmproduktions GmbH in Berlin.
| Rolle          | Schauspieler      | Synchronsprecher   |
| -------------- | ----------------- | ------------------ |
| Gary           | Anthony Anderson  | Tobias Müller      |
| Chris Campbell | Jesse Bradford    | Jan Makino         |
| Nick Theyer    | Zach Cregger      | Nico Mamone        |
| Marny          | Tempestt Bledsoe  | Nadine Leopold     |
| Sheila         | Erinn Hayes       | Susanne Geier      |
| Emily Theyer   | Jamie-Lynn Sigler | Rubina Kuraoka     |
| Violet Theyer  | Mykayla Sohn      |                    |
| Victor         | Brian Posehn      | Lutz Schnell       |
| Sage           | Fiona Gubelmann   |                    |
| Andy           | Mark Consuelos    | Dennis Schmidt-Foß |

## Ausstrahlung
Vereinigte Staaten
Nach der Serienbestellung im Mai 2012, gab NBC eine Premiere für den 12. September 2012 nach einer neuen Ausgabe von America’s Got Talent bekannt. Die Preview wurde von 6,25 Millionen Zuschauern gesehen, was zu einem Zielgruppen-Rating von 2,2 führte. Die anschließende Sendeplatz-Premiere zwei Wochen später, nun ohne ein etabliertes Vorprogramm, fiel mit etwas über 4,8 Millionen und einem Rating von 1,6 ernüchternd aus. Die Einschaltquoten der anschließenden Episoden erreichten mit der Ausstrahlung vom 21. November 2012 mit nur noch 3,47 Millionen Zuschauern (Rating von 1,1) einen vorläufigen Tiefpunkt. Das erste Staffelfinale, was auch das Serienfinale darstellt, wurde am 27. Februar 2013 gezeigt. Auch wenn die Quoten sich zwischenzeitlich etwas verbessert hatten, blieben sie zum Ende der Ausstrahlung auf einem schwachen Niveau.
Im Mai 2013 stellte NBC die Serie nach einer Staffel und 17 Episoden ein.
Deutschland
In Deutschland zeigte der frei empfangbare Sender Comedy Central die Serie bis auf die Weihnachtfolge vom 15. September bis zum 1. Dezember 2013. Diese feierte ihre Deutschlandpremiere am 17. Februar 2014 auf VIVA.

## Episodenliste
| Nr. | Deutscher Titel        | Originaltitel         | Erstausstrahlung USA | Deutschsprachige Erstausstrahlung (D) | Regie                  | Drehbuch                                                                      |
| --- | ---------------------- | --------------------- | -------------------- | ------------------------------------- | ---------------------- | ----------------------------------------------------------------------------- |
| 1   | Das vergeigte Date     | Pilot                 | 12. Sep. 2012        | 15. Sep. 2013                         | Scott Ellis            | Handlung: Jimmy Fallon, Charlie Grandy & Amy Ozols Schauspiel: Charlie Grandy |
| 2   | Chris’ neue Freundin   | Chris’ New Girlfriend | 26. Sep. 2012        | 15. Sep. 2013                         | Michael Lembeck        | Keith Heisler                                                                 |
| 3   | Marny will ein Mädchen | Marny Wants A Girl    | 3. Okt. 2012         | 22. Sep. 2013                         | Ken Whittingham        | Courtney Lilly                                                                |
| 4   | Erziehungsmaßnahmen    | The Standoff          | 10. Okt. 2012        | 29. Sep. 2013                         | Michael Lembeck        | Handlung: Charlie Grandy Schauspiel: Rick Wiener & Kenny Schwartz             |
| 5   | Garys freier Tag       | Gary’s Day Off        | 17. Okt. 2012        | 6. Okt. 2013                          | Ken Whittingham        | Matt Lawton                                                                   |
| 6   | Der Geisterflur        | Apartment Halloween   | 24. Okt. 2012        | 27. Okt. 2012                         | Leonard R. Garner, Jr. | Donald Diego                                                                  |
| 7   | Der Badezimmer-Vorfall | The Bathroom Incident | 31. Okt. 2012        | 13. Okt. 2013                         | Michael Lembeck        | Charlie Grandy                                                                |
| 8   | Der erste Geburtstag   | First Birthday        | 14. Nov. 2012        | 20. Okt. 2013                         | Leonard R. Garner, Jr. | Alan R. Cohen & Alan Freedland                                                |
| 9   | Thanksgiving           | Thanksgiving          | 21. Nov. 2012        | 3. Nov. 2013                          | Betsy Thomas           | Keith Heisler                                                                 |
| 10  | Weihnachten            | Christmas             | 5. Dez. 2012         | 17. Feb. 2014                         | Michael Lembeck        | Handlung: Charlie Grandy Schauspiel: Rick Wiener & Kenny Schwartz             |
| 11  | Das erste Wort         | First Word            | 2. Jan. 2013         | 3. Nov. 2013                          | Leonard R. Garner, Jr. | Handlung: Rick Weiner & Kenny Schwartz Schauspiel: Charlie Grandy             |
| 12  | Marnys Vater           | Marny’s Dad           | 9. Jan. 2013         | 10. Nov. 2013                         | Betsy Thomas           | Courtney Lilly                                                                |
| 13  | Auszeit für Marny      | Me Time               | 30. Jan. 2013        | 10. Nov. 2013                         | Michael Lembeck        | Alan R. Cohen & Alan Freedland                                                |
| 14  | Das Testament          | The Will              | 6. Feb. 2013         | 17. Nov. 2013                         | Mark Cendrowski        | Lauren Caltagirone                                                            |
| 15  | Garys Idee             | Gary’s Idea           | 13. Feb. 2013        | 17. Nov. 2013                         | Leonard R. Garner, Jr. | Lauren Caltagirone & Donald Diego                                             |
| 16  | Eine Klasse für sich   | Rare Breed            | 20. Feb. 2013        | 24. Nov. 2013                         | Leonard R. Garner, Jr. | Handlung: Charlie Grandy Schauspiel: Rick Weiner & Kenny Schwartz             |
| 17  | Die Scheidungsparty    | Divorce Party         | 27. Feb. 2013        | 1. Dez. 2013                          | Betsy Thomas           | Matt Lawton                                                                   |

## Rezeption
Die Serie erhielt allgemein negative Kritik und hat bei Metacritic ein Metascore von 38/100 basierend auf 25 Rezensionen. Eine der wenigen guten Rezensionen kam von Glenn Garvin des Miami Heralds, der schrieb, dass „Guys with Kids eine perfekte Kombination von witzigen Dialogen und Slapstick“ besitze. Matt Zoller Seitz von der Zeitschrift New York schrieb, dass er „erwartet hätte Guys with Kids zu hassen, seine Feindseligkeit [aber] nach etwa fünf Minuten verblasste, als klar wurde, dass die Show nicht furchtbar war“. Die Kritik im Time-Magazine von James Poniewozik beurteilte die Serie als „eine billige, abgestandene, stereotypsüchtige Sitcom, wo niemand, männlich oder weiblich, besonders gut oder sympathisch herüber kommt, außer vielleicht die Babys“.
Bei den NAACP Image Awards 2013 wurde Anthony Anderson als bester Hauptdarsteller in einer Comedyserie nominiert. Die Serie erhielt bei den People’s Choice Awards 2013 eine Nominierung als beste neue Comedyserie, verlor letztendlich aber gegen eine weitere Comedyserie von NBC, The New Normal.